# Emil Hirschfeld
Emil Hirschfeld, född 31 juli 1903 i Danzig, Tyskland, död 23 februari 1968 i Östberlin, var en tysk friidrottare.
Hirschfeld blev olympisk bronsmedaljör i kulstötning vid sommarspelen 1928 i Amsterdam.